# Ulica bratov Babnik, Ljubljana
Ulica bratov Babnik je ena izmed ulic v Ljubljani.

## Urbanizem
Cesta poteka od križišča s Kamnogoriško cesto do križišča s Podutiško cesto.
Na cesto se (od vzhoda proti zahodu) povezujejo: bratov Jančar, Plešičeva in Malnarjeva.

## Javni potniški promet
Po Ulici bratov Babnik poteka trasa mestne avtobusne linije št.  22. 
Na celotni ulici sta dve postajališči mestnega potniškega prometa.

### Postajališči MPP
| postajališče         | št. linije |
| -------------------- | ---------- |
| 803171 Spar          | 22         |
| 803161 Bratov Babnik | 22         |

| postajališče         | št. linije |
| -------------------- | ---------- |
| 803162 Bratov Babnik | 22         |
| 803172 Spar          | 22         |